# Coelichneumon anospilus
Coelichneumon anospilus là một loài tò vò trong họ Ichneumonidae.